# Leucolophus
Leucolophus là một chi thực vật có hoa trong họ Thiến thảo (Rubiaceae).

## Loài
Chi Leucolophus gồm các loài: